# 山田航旗
山田 航旗（やまだ こうき、1999年10月7日 - ）は、日本の男子バレーボール選手である。

## 来歴
熊本県八代市出身。親の影響で小学6年生からバレーボールを始める。
鎮西高等学校、福岡大学を経て、2021/22シーズン、V.LEAGUE DIVISION1 MEN（V1男子）に所属するVC長野トライデンツの内定選手となった。
2022年、大学卒業後に、VC長野トライデンツに入団した。入団1シーズン目となる2022/23シーズンにV1の試合に出場し、Vリーグデビューを果たした。

## 人物
- VC長野では伸和コントロールズ株式会社にアスリート社員として所属している[3]。

## 所属チーム
- 鎮西高等学校（2015-2018年）
- 福岡大学（2018-2022年）
- VC長野トライデンツ（2022年-）